# Traquilins
Els traquilins (Trachylinae) són una subclasse de cnidaris hidrozous. En moltes classificacions més antigues té nivell d'ordre que inclou Narcomedusae i Trachymedusae. Però Actinulida, aleshores considerats com un ordre independent, i probablement també Limnomedusae que tradicionalment es van situar en el grup parafilètic "Hydroida", també pertanyen a aquest grup. No està del tot clar si les limnomeduses i les traquimeduses són monofilètiques.
La medusa d'aigua dolça Craspedacusta sowerbyi és un membre molt conegut de limnomedusa i podria pertànyer aquí.

## Taxonomia
Els traquilins inclouen quatre ordres:
- Ordre Actinulida
- Ordre Limnomedusae
- Ordre Narcomedusae
- Ordre Trachymedusae